# Campeonato Sul-Mato-Grossense de Futebol Feminino
O Campeonato Sul-Mato-Grossense Feminino é a principal competição futebolística da modalidade feminina do estado do Mato Grosso do Sul organizado pela Federação de Futebol do Mato Grosso do Sul (FFMS).
Desde sua inauguração em 2008, o torneio tem sido disputado em um formato híbrido, incluindo etapas de grupos e jogos eliminatórios. Entretanto, o regulamento foi sujeito a modificações ao longo dos anos, devido às variações no número de datas e de participantes.
O Comercial é o clube com o maior número de conquistas neste torneio, totalizando cinco títulos. Por sua vez, o Operário é o atual campeão da competição.

## História
O Campeonato Sul-Mato-Grossense de Futebol Feminino foi realizado pela primeira vez em 2008, entre os meses de julho e agosto, e contou com a participação de sete equipes: Aquidauanense, Comercial, Moreninhas, Novo Corumbá/FUNEC, Operário, Rio Verde e União. A final foi disputada em jogos de ida e volta por Comercial e Moreninhas, o time alviceleste venceu os dois jogos da decisão e conquistou o primeiro título. O campeonato não teve sua disputa realizada em 2009, mas retornou no ano seguinte.
O Comercial obteve sucesso nas quatro edições posteriores do torneio, mas em 2014, o clube perdeu a hegemonia para a equipe do Chapadão, que derrotou o clube da capital após vencer por 6 a 1 no placar agregado. Entre 2015 e 2016, o campeonato sofreu um novo hiato, devido ao desinteresse dos clubes do estado, pois apenas a equipe do Comercial se inscreveu em ambas as temporadas.
O campeonato retornou apenas em 2017, mas dessa vez de maneira definitiva. Nessa edição, o Comercial conquistou o pentacampeonato após somar a maior quantidade de pontos. Na temporada seguinte, o título ficou com a equipe do Moreninhas, que goleou o Comercial-TL nas duas partidas da final. Em 2019 e 2020, o Chapadão ganhou duas vezes consecutivas. Nos anos seguintes, o título do campeonato foi conquistado pelo Operário por quatro vezes seguidas.

## Campeões

### Títulos por clube
| Clube         | Título | Vice | Terceiro lugar | Quarto lugar |
| ------------- | ------ | ---- | -------------- | ------------ |
| Comercial     | 5      | 2    | 4              | 3            |
| Operário      | 4      | 1    | 2              | —            |
| Chapadão      | 3      | 2    | 1              | —            |
| Moreninhas    | 2      | 1    | —              | —            |
| Aquidauanense | —      | 2    | —              | 2            |
| Comercial     | —      | 1    | 1              | —            |
| Corumbaense   | —      | 1    | —              | 1            |
| Camapuã       | —      | 1    | —              | —            |
| Costa Rica    | —      | 1    | —              | —            |
| Rio Verde     | —      | 1    | —              | —            |
| Misto         | —      | —    | 2              | —            |
| Acajutel      | —      | —    | 1              | —            |
| Maracaju      | —      | —    | —              | 1            |
| Náutico       | —      | —    | —              | 1            |
| Pinheiros     | —      | —    | —              | 1            |

### Títulos por cidade
| Cidade                   | Título | Vice | Terceiro lugar | Quarto lugar |
| ------------------------ | ------ | ---- | -------------- | ------------ |
| Campo Grande             | 11     | 4    | 6              | 4            |
| Chapadão do Sul          | 3      | 2    | 1              | —            |
| Aquidauana               | —      | 2    | —              | 2            |
| Três Lagoas              | —      | 1    | 4              | —            |
| Corumbá                  | —      | 1    | —              | 1            |
| Camapuã                  | —      | 1    | —              | —            |
| Costa Rica               | —      | 1    | —              | —            |
| Rio Verde de Mato Grosso | —      | 1    | —              | —            |
| Maracaju                 | —      | —    | —              | 1            |
| Ribas do Rio Pardo       | —      | —    | —              | 1            |